# Buxus wrightii
Buxus wrightii är en buxbomsväxtart som beskrevs av Müll. Arg. Buxus wrightii ingår i släktet buxbomar, och familjen buxbomsväxter. Inga underarter finns listade i Catalogue of Life.